# John S. Crosman
John S. Crosman (* 19. August 1820 in Jordan, Onondaga County, New York; † 16. September 1884 in Williamston, Michigan) war ein US-amerikanischer Politiker. Zwischen 1864 und 1867 war er Vizegouverneur des Bundesstaates Nevada.

## Leben
Über die Jugend und Schulausbildung von John Crosman ist nichts überliefert. Er wurde im Staat New York geboren und kam zu einem unbekannten Zeitpunkt nach Nevada. Politisch wurde er Mitglied der Republikanischen Partei. 1864 wurde er an der Seite von Henry G. Blasdel zum Vizegouverneur von Nevada gewählt. Dieses Amt bekleidete er zwischen 1864 und 1867. Dabei war er Stellvertreter des Gouverneurs und Vorsitzender des Staatssenats. Außerdem war er in dieser Eigenschaft auch Leiter der staatlichen Strafanstalt. Im Jahr 1875 zog Crosman nach Michigan. Etwa zwei Jahre vor seinem Tod kehrte er für kurze Zeit zur gesundheitlichen Erholung nach Nevada zurück. Er starb am 16. September 1884 in Williamston.